# Tillandsia orbicularis
Tillandsia orbicularis är en gräsväxtart som beskrevs av Lyman Bradford Smith. Tillandsia orbicularis ingår i släktet Tillandsia och familjen Bromeliaceae. Inga underarter finns listade i Catalogue of Life.